# Lunar (canción de David Guetta)
«Lunar» es una pista instrumental realizada por el Disc jockey y productor francés David Guetta, en colaboración con el productor musical y DJ holandés Afrojack, incluido en el quinto álbum de estudio de Guetta, titulado Nothing but the Beat. Fue lanzada el 15 de agosto de 2011 en formato digital, como el segundo de tres sencillos promocionales, seguido de «Titanium».

## Formatos y remezclas
| Descarga digital |                        |          |  |
| N.º              | Título                 | Duración |  |
| 1.               | «Lunar» (Original mix) | 5:16     |  |
| 2.               | «Lunar» (Edit)         | 3:10     |  |

## Posicionamiento en listas
| Lista (2011)                              | Mejor posición |
| ----------------------------------------- | -------------- |
| Alemania (Media Control AG)               | 84             |
| Austria (Ö3 Austria Top 40)               | 58             |
| España (Top 100 Canciones)                | 45             |
| Francia (SNEP)                            | 50             |
| Reino Unido (The Official Charts Company) | 90             |
| Reino Unido (UK Dance Chart)              | 22             |

## Historial de lanzamientos
| País          | Fecha                | Formato          | Discográfica        | Ref.   |
| ------------- | -------------------- | ---------------- | ------------------- | ------ |
| Alemania      | 15 de agosto de 2011 | Descarga digital | Virgin Records, EMI | [ 8 ]  |
| Australia     | 15 de agosto de 2011 | Descarga digital | Virgin Records, EMI | [ 1 ]  |
| Austria       | 15 de agosto de 2011 | Descarga digital | Virgin Records, EMI | [ 9 ]  |
| Canadá        | 15 de agosto de 2011 | Descarga digital | Virgin Records, EMI | [ 10 ] |
| Francia       | 15 de agosto de 2011 | Descarga digital | Virgin Records, EMI | [ 11 ] |
| Irlanda       | 15 de agosto de 2011 | Descarga digital | Virgin Records, EMI | [ 12 ] |
| Nueva Zelanda | 15 de agosto de 2011 | Descarga digital | Virgin Records, EMI | [ 13 ] |
| Países Bajos  | 15 de agosto de 2011 | Descarga digital | Virgin Records, EMI | [ 14 ] |
| Reino Unido   | 15 de agosto de 2011 | Descarga digital | Virgin Records, EMI | [ 15 ] |